# Sergeant-at-Arms

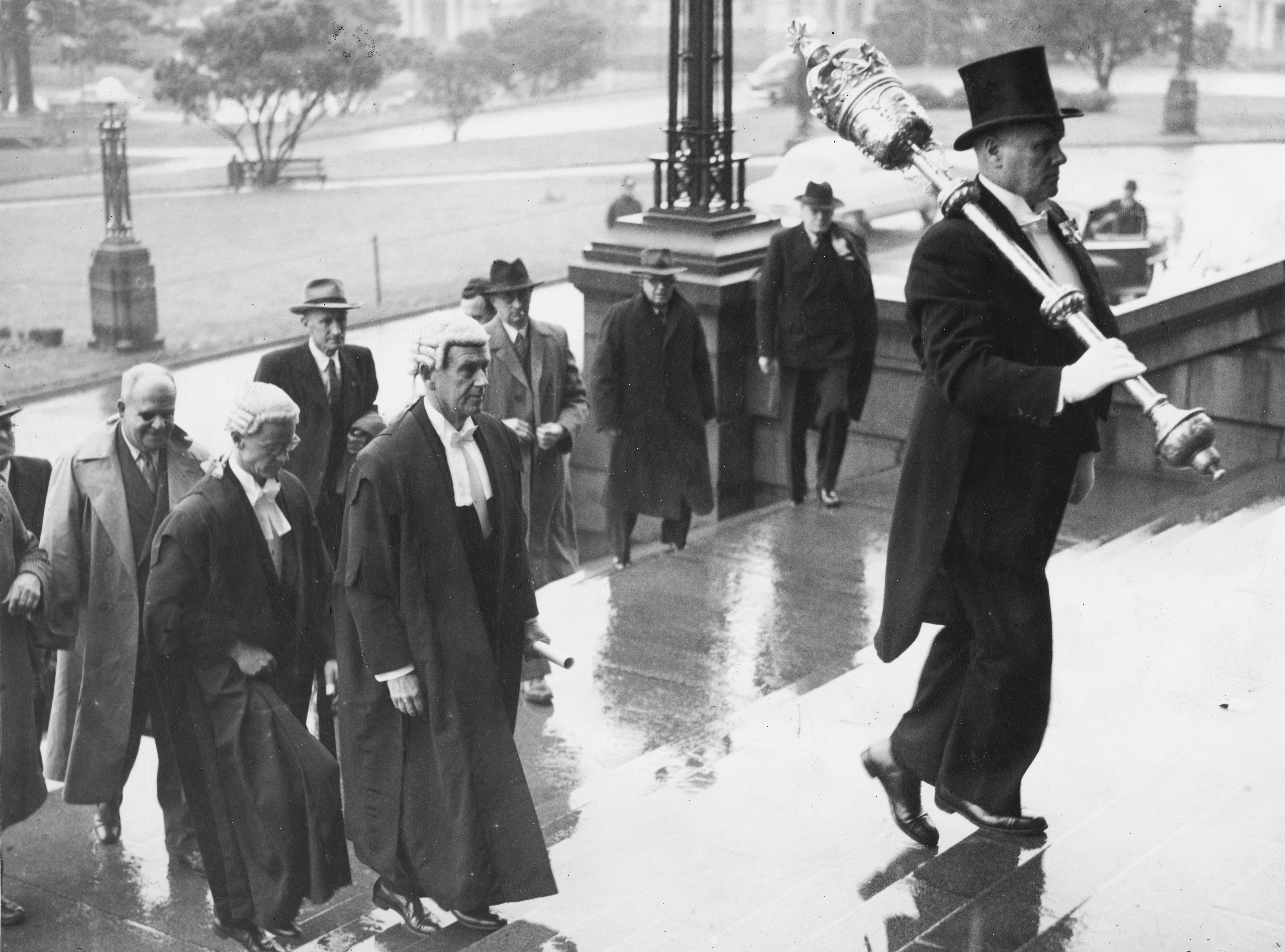
Sergeant-at-Arms mit Zeremonienstab bei der Parlamentseröffnung, Neuseeland 1950

Sergeant-at-Arms (abgekürzt SAA), auch in den Formen Serjeant-at-Arms oder Sergeant at Arms, ist im englischsprachigen Raum der Titel eines Beamten, der sich im Auftrag einer gesetzgebenden Versammlung oder eines Parlaments um die Aufrechterhaltung von Gesetzlichkeit, Ordnung und Sicherheit am Versammlungsort kümmert.
In nach dem Westminster-System gestalteten politischen Systemen gibt es das Amt in den jeweiligen Landesparlamenten ebenfalls, so in Australien, Bangladesch, Kanada, Neuseeland, Sri Lanka und Südafrika. In den Vereinigten Staaten gibt es auf Bundesebene die Ämter des Sergeant at Arms of the United States Senate und des Sergeant at Arms of the United States House of Representatives. Auch auf Ebene der Bundesstaaten gibt es das Amt, so z. B. in Florida und Texas.
In Rocker- und Motorradclubs wird der Begriff Sergeant-at-Arms (auch Enforcer oder Security Chief) ebenfalls verwendet. Die entsprechende Person ist zuständig für die Bereiche Disziplin und Sicherheit.

## Vereinigtes Königreich
In Großbritannien existiert das Amt seit dem Jahr 1415. Die Aufgabe des Sergeant-at-Arms ist die Aufrechterhaltung von Gesetzlichkeit, Ordnung und Sicherheit im House of Commons, sein Äquivalent im Oberhaus ist der Usher of the Black Rod. Der Sergeant-at-Arms trägt einen zeremoniellen Streitkolben als Symbol für die Autorität der Krone und des House of Commons. Zu jeder Sitzungseröffnung schreitet er mit diesem Streitkolben dem Unterhaussprecher beim Betreten des House of Commons voran. Während der Sitzung ruht der Streitkolben auf der Tafel des House of Commons.
Das Amt des Sergeant-at-Arms wird seit dem Oktober 2019 von Ugbana Oyet wahrgenommen.